# Суперпес (фільм)
«Суперпес» (англ. Underdog) — американська дитяча фантастична комедія 2007. Фільм знятий за мотивами мультсеріалу Суперпес, що транслювався з 1964 по 1973 рік.

## Сюжет
Поліцейського бигля звільняють за погану службу. Він потрапляє до притулку, в підвалі якого божевільний вчений-генетик Саймон Зловредень і його підручний КЕД Лекі проводять досліди над собаками, намагаючись вивести породу зі понад — здібностями. Бігль виривається з рук доктора, трощить лабораторію і випадково виливає на себе вміст відразу декількох десятків пробірок, від чого негайно набуває цю саму понад- силу. Пес тікає, на вулиці потрапляє під машину Дена Ангера, колишнього поліцейського, а нині охоронця собачого притулку, і той забирає собаку додому, де його новим господарем стає син Дена — Джек.

## У ролях
| Актор            | Роль                                                                             |
| ---------------- | -------------------------------------------------------------------------------- |
| Джейсон Лі       | бігль Блиск, він же Суперпес (озвучування)                                       |
| Пітер Дінклейдж  | доктор Саймон Зловредень, божевільний учений-генетик                             |
| Алекс Нюбергер   | Джек Ангер, господар Блиску                                                      |
| Патрік Ворбертон | Кед Лекі, підручний Зловреденя                                                   |
| Джеймс Белуші    | Ден Ангер, батько Джека, колишній поліцейський, нині охоронець собачого притулку |
| Тейлор Момсен    | Моллі, кореспондент шкільної газети                                              |
| Джон Дімаджіо    | бульдог (озвучування)                                                            |
| Філ Морріс       | німецька вівчарка (озвучування)                                                  |
| Бред Гарретт     | ротвейлер Ріфф Рафф, ватажок вуличної банди (озвучування)                        |
| Джесс Харнелл    | астронавт (озвучування)                                                          |

## Знімальна група
- Режисер — Фредерік Ду Чау
- Сценарист — Адам Ріфкін, Джо Піскателла, Крейг А. Вільямс
- Продюсер — Гарі Барбер, Роджер Бернбаум, Джонатан Глікман
- Композитор — Ренді Едельман

## Саундтрек
Ліцензійний альбом саундтреку доступний лише для скачування в різних музичних інтернет-магазинах. Він містить оригінальну партитуру Ренді Едельмана та хіп-хоп-версію головної теми Underdog «Underdog Raps» у виконанні тодішньої зірки Діснея Кайла Мессі, яка прозвучала в ефірі Радіо Дісней. Виконання теми гуртом Plain White T під назвою «Underdog Rocks» звучить на початку фільму, але не увійшло до альбому.

## Реліз
Фільм «Аутсайдер» вийшов на екрани 3 серпня 2007 року в 3 013 кінотеатрах по всій території Сполучених Штатів. У перший вікенд він заробив $11,585,121, посівши третє місце після «Ультиматуму Борна» та другого вікенду «Сімпсонів». 13 грудня 2007 року фільм закрився, зібравши $43,8 мільйона в американському прокаті та $21,5 мільйона за кордоном, а загальна світова сума зборів склала $65,3 мільйона.